# Mistrzostwa Wspólnoty Narodów w Zapasach 1987
II Mistrzostwa wspólnoty narodów  w zapasach w rozgrywane były w cypryjskiej Nikozji, w dniu 6 października 1987 roku.

## Tabela medalowa
Gospodarz zawodów został zaznaczony kolorem.
| Poz.    | Państwo       |    |    |    | Łącznie |
| 1       | Kanada        | 5  | 2  | 1  | 6       |
| 2       | Nigeria       | 2  | 3  | 0  | 5       |
| 3       | Szkocja       | 2  | 0  | 3  | 5       |
| 4       | Anglia        | 1  | 1  | 0  | 2       |
| 5       | Nowa Zelandia | 0  | 2  | 3  | 5       |
| 7       | Cypr          | 0  | 1  | 2  | 3       |
| 8       | Malta         | 0  | 1  | 0  | 1       |
| 9       | Mauritius     | 0  | 0  | 1  | 1       |
| Łącznie | Łącznie       | 10 | 10 | 10 | 30      |

## Rezultaty

### Mężczyźni

#### Styl wolny
| Konkurencja         | Złoto          | Srebro                 | Brąz                 |
| Kategoria do 48 kg  | Amos Ojo       | Ron Moncur             | Leandros Leandrou    |
| Kategoria do 52 kg  | David Connolly | Ioannides Vang         | Michalis Hadjicostas |
| Kategoria do 57 kg  | Bob MacDougall | Jesmond Giordemaina    | Brent Hollamby       |
| Kategoria do 62 kg  | Joe Domarchuk  | Ravinder Singh         | Paul Nedley          |
| Kategoria do 68 kg  | Pat Sullivan   | Wayne Wrathall         | Chris Mackay         |
| Kategoria do 74 kg  | Gary Holmes    | Monday Eguabor         | Trent Scott          |
| Kategoria do 82 kg  | Victor Kodei   | David Rutten           | Gordon Bergey        |
| Kategoria do 90 kg  | Serge Marcil   | Christian Iloanusi     | Graeme English       |
| Kategoria do 100 kg | Noel Loban     | Jackson Bidei          | Robert Algie         |
| Kategoria do 130 kg | Albert Patrick | Sofoklis Hadsigeorgiou | Navind Ramsaray      |